# Gynandrie
Gynandrie je výskyt mužských druhotných pohlavních znaků u žen. Setkáme se zde s pojmem pseudohermafroditismus, kdy se nejedná o pravý hermafroditismus, ale žena postižená tímto onemocněním vykazuje vnější znaky typické pro muže.
Jednou z příčin může být genetická porucha, při níž dochází k nadměrné produkci androgenů.
Další příčinou je užívání steroidů. U vrcholových sportovkyň používajících doping pro zvýšení výkonnosti, se jako vedlejší účinky projevují fyziologické změny těla: nadměrné ochlupení, nárůst svalové hmoty, hlubší hlas, porušení menstruačního cyklu, větší množství erytrocytů v krvi apod.
K tomu jevu také dochází v období menopauzy, kdy samovolně dochází k úbytku ženských a nárůstu mužských hormonů.
Další možností je změna pohlaví transsexuálů. Podávání hormonů předchází operaci změny pohlaví jedince a zajišťuje tak vnější přeměnu vzhledu.
Podobné onemocnění jako gynandrie je androgynie, které se vyskytuje u mužů.